# الارکو هولدینگ
الارکو هولدینگ (به ترکی استانبولی: Alarko Holding) شرکت خوشه‌ای ترکیه‌ای است، که در زمینه املاک و مستغلات، گردشگری، تولید برق و توزیع برق فعالیت می‌کند.
شرکت الارکو هولدینگ در سال ۱۹۵۴ توسط ایشاک الاتون تأسیس شد. دفتر مرکزی این شرکت در شهر استانبول، ترکیه قرار دارد و بخشی از سهام آن در بازار بورس استانبول معامله می‌شود.